# Luis Mandaca
Luis Mandaca, pseudonimo di Luis Gustavo da Silva Machado Duarte (João Pessoa, 2 ottobre 2001), è un calciatore brasiliano, centrocampista della Juventude.

## Biografia
Il soprannome Luis Mandaca deriva dal quartiere di João Pessoa dove il giocatore è cresciuto, Mandacaru.

## Caratteristiche tecniche
È un centrocampista difensivo.

## Carriera
Mandaca è cresciuto nel settore giovanile del CSP, con cui ha debuttato il 28 gennaio 2019 nell'incontro del Campionato Paraibano perso 3-0 contro il Treze. Successivamente ha trascorso un periodo in prestito nella seconda divisione statale al São Paulo Crystal e, una volta tornato al CSP, ha segnato il suo primo gol il 22 febbraio contro il Botafogo-PB.
L'11 settembre 2020 è stato ceduto in prestito al Corinthians che lo ha assegnato all'Under-20. Il 25 marzo 2021 è passato a titolo definitivo al Timão con cui ha debuttato il 9 maggio nell'incontro del Campionato Paulista contro il Grêmio Novorizontino vinto 2-1 proprio grazie ad un suo gol.
Il 30 marzo 2022 è stato ceduto in prestito al Londrina con cui ha debuttato in Série B, ed il 14 dicembre dello stesso anno è passato con la stessa formula alla Juventude. Il 12 gennaio 2024, dopo aver centrato la promozione in Série A con i biancoverdi, è stato acquistato a titolo definitivo.

## Statistiche

### Presenze e reti nei club
Statistiche aggiornate al 14 giugno 2024.
| Stagione        | Squadra           | Campionato      | Campionato | Campionato | Coppe nazionali | Coppe nazionali | Coppe nazionali | Coppe continentali | Coppe continentali | Coppe continentali | Altre coppe | Altre coppe | Altre coppe | Totale | Totale | Totale |
| Stagione        | Squadra           | Comp            | Pres       | Reti       | Comp            | Pres            | Reti            | Comp               | Pres               | Reti               | Comp        | Pres        | Reti        | Pres   | Reti   |        |
| --------------- | ----------------- | --------------- | ---------- | ---------- | --------------- | --------------- | --------------- | ------------------ | ------------------ | ------------------ | ----------- | ----------- | ----------- | ------ | ------ | ------ |
| 2019            | CSP               | PD/PB           | 7          | 0          |                 | -               | -               |                    | -                  | -                  |             | -           | -           | 7      | 0      |        |
| 2019            | São Paulo Crystal | SD/PB           | 3          | 0          |                 | -               | -               |                    | -                  | -                  |             | -           | -           | 3      | 0      |        |
| 2020            | CSP               | PD/PB           | 10         | 2          |                 | -               | -               |                    | -                  | -                  |             | -           | -           | 10     | 2      |        |
| 2021            | Corinthians       | A1/SP+A         | 2+0        | 1+0        | CB              | 0               | 0               | CS                 | 1                  | 0                  |             | -           | -           | 3      | 1      |        |
| 2022            | Londrina          | A1/PR+B         | 0+31       | 1          | CB              | 0               | 0               |                    | -                  | -                  |             | -           | -           | 31     | 1      |        |
| 2023            | Juventude         | PD/RS+B         | 10+23      | 2+1        | CB              | 1               | 0               |                    | -                  | -                  |             | -           | -           | 34     | 3      |        |
| 2024            | Juventude         | PD/RS+A         | 11+5       | 2+0        | CB              | 1               | 0               |                    | -                  | -                  |             | -           | -           | 17     | 2      |        |
| Totale carriera | Totale carriera   | Totale carriera | 102        | 9          |                 | 2               | 0               |                    | 1                  | 0                  |             | -           | -           | 105    | 9      |        |